# Urosigalphus nigripes
Urosigalphus nigripes är en stekelart som beskrevs av Crawford 1914. Urosigalphus nigripes ingår i släktet Urosigalphus och familjen bracksteklar. Inga underarter finns listade i Catalogue of Life.